# Alexandru Rosetti
Alexandru Rosetti (* 20. Oktober 1895 in Bukarest; † 27. Februar 1990 ebenda) war ein rumänischer Linguist, Phonetiker, Romanist und Rumänist.

## Leben und Werk
Rosetti habilitierte sich in Paris mit den Thèses Recherches sur la phonétique du roumain au XVIe siècle (Paris 1926) und (Hrsg.) Lettres roumaines de la fin du XVIe et du début du XVIIe siècle, tirées des archives de Bistritza, Transylvanie (Bukarest 1926). Ab 1938 besetzte er an der Universität Bukarest (als Nachfolger von Ovid Densusianu) den Lehrstuhl für Rumänische Sprache und Literatur. Von 1946 bis 1948 war er Rektor der Universität Bukarest. Er gründete 1961 in Bukarest das Institut für Phonetik und Dialektologie und leitete es von 1970 bis 1974.
Rosetti war seit 1948 ordentliches Mitglied der Rumänischen Akademie. Er war Ehrendoktor der Universitäten Montpellier und Aix-en-Provence.
In Bukarest ist das „Institutul de lingvistica Iorgu Iordan-Al. Rosetti“ der Rumänischen Akademie nach ihm mitbenannt.

## Weitere Werke
- Étude sur le rhotacisme en roumain, Paris 1924
- Curs de fonetică generală, Bukarest 1930
- Geschichte der rumänischen Sprache. Allgemeine Begriffe, Bukarest 1943; italienisch: Storia della lingua romena. Nozioni generali, Bukarest 1943
- (mit Jacques Byck) Grammaire de la langue roumaine, Bukarest 1944, 1945 (1944 wird Byck wegen Schreibverbot nicht als Koautor genannt)
- Filosofia cuvântului, Bukarest 1946; Filosofia cuvîntului, Bukarest 1989
- Le Mot. Esquisse d'une théorie générale, Kopenhagen/Bukarest 1947
- Mélanges de linguistique et de philologie, Bukarest/Kopenhagen 1947
- Observat̡ii a supra limbii lui Miron Costin, Bukarest 1950
- Influent̡a limbilor slave meridionale asupra limbii române (sec. VI-XII), Bukarest 1954
- Despre unele probleme ale limbii literare, Bukarest 1955
- Studii linguistice, Bukarest 1955
- Limba romînă în secolele al XIII-lea-al XVI-lea, Bukarest 1956
- Limba poeziilor lui Eminescu, Bukarest 1956
- (mit Emil Petrovici) Dicţionar ortoepic, Bukarest 1956
- Introducere în foneticǎ, Bukarest 1957, 1963, 1967; (mit Aurelian Lăzăroiu) 1982 (portugiesisch 1962; ukrainisch 1974)
- Recherches sur les diphtongues roumaines, Bukarest 1959
- Linguistica, Den Haag 1965
- Note din Grecia. Diverse, Bukarest 1967; Note din Grecia, India, Israel, diverse, cartea albă, Bukarest 1970; Călătorii s̡i portrete. Note din Grecia, India, Israel, S.U.A. Albanie, Bukarest 1977
- Cartea albă, Bukarest 1968
- Istoria limbii române, de la origini până în secolul al XVII-lea. Editura pentru Literatură, Bukarest 1968
  - französisch: Histoire de la langue roumaine des origines au XVIIe siècle, hrsg. von Dana-Mihaela Zamfir, Cluj 2002
- Cîteva precizări asupra literaturii române, Bukarest 1972, 1985
- Études linguistiques, Den Haag 1973
- Brève histoire de la langue roumaine des origines à nos jours, Den Haag 1973
- Limba descîntecelor românes̡ti, Bukarest 1975
- Schiță de istorie a limbii române de la origini și pînă în zilele noastre, Bukarest 1976
- Mélanges linguistiques, Bukarest 1977
- Etudes de linguistique générale, Bukarest 1983
- La linguistique balkanique suivie par le nouveau en linguistique dans l’œuvre de A. Rosetti (388–482), Bukarest 1985
- Ion Luca Caragiale (Hrsg.): Opere. Teatru, Bukarest 1997